# 緬西獎章
緬西獎章（英語：Massey Medal）於1959年成立，是加拿大皇家地理學會每年所頒發出的獎章。該獎章的目的是獎勵在職業生涯中對加拿大地理做出傑出探索、開發或描寫的人士。緬西獎章獲獎資格只限於加拿大公民，而且每年獎章得主只限一人，不會頒發給單人以上的團隊或組織。

## 外部連結
- 加拿大皇家地理學會 （页面存档备份，存于）（英文）
- 緬西獎章得主列表 （页面存档备份，存于）（英文）